# Hoya wariana
Hoya wariana är en oleanderväxtart som beskrevs av Rudolf Schlechter. Hoya wariana ingår i släktet Hoya och familjen oleanderväxter. Inga underarter finns listade i Catalogue of Life.